# Paulo da Silva
Paulo César da Silva Barrios (* 1. Februar 1980 in Asunción, Paraguay) ist ein paraguayischer Fußballspieler.
Mit 150 Spielen ist er Rekordnationalspieler der paraguayischen Fußballnationalmannschaft, mit der er zudem an zwei Weltmeisterschaften teilnahm. Auf Vereinsebene spielte da Silva neben zehn Jahren beim mexikanischen Klub Deportivo Toluca unter anderem für jeweils kurze Zeit in den europäischen Spitzenligen Englands und Spaniens. 

## Karriere

### Verein
Bis 1998 spielte da Silva in Paraguay bei verschiedenen Vereinen aus der Region seiner Heimatstadt Asunción. Vom Spitzenclub Cerro Porteño wechselte der Innenverteidiger 1998 nach Italien zu Perugia Calcio. Sein erstes Jahr in der Serie A war allerdings eine Enttäuschung, denn er kam beim damaligen Erstligaaufsteiger Calcio nicht zum Einsatz. Deshalb wechselte er für ein Jahr nach Argentinien zu Club Atlético Lanús, wo er in der Primera División sieben Mal spielte. Die Rückkehr im folgenden Jahr nach Italien verlief nicht wesentlich erfolgreicher als der erste Anlauf. Bei den Zweitligisten AC Venedig und AS Cosenza Calcio kam er kaum zum Zug, sodass er 2002 wieder nach Südamerika zurückkehrte.
Danach feierte er in seiner Heimat seine größten Erfolge: Mit dem Club Libertad aus Asunción wurde er zweimal hintereinander paraguayischer Meister. Dabei empfahl er sich auch für den mexikanischen Sieger der nordamerikanischen Champions League Deportivo Toluca, bei dem er ab 2003 unter Vertrag stand. Mit Toluca gewann er 2005 und 2008 die mexikanische Apertura und stand 2006 im Champions-League-Finale. Deportivo ist der Verein, bei dem da Silva mit insgesamt zehn Jahren die längste Zeit seiner Karriere verbrachte.
Zur Saison 2009/10 wechselte da Silva zum englischen Erstligisten AFC Sunderland. Nachdem er in seiner zweiten Saison bis zur Winterpause nur zu einem einzigen Ligaeinsatz gekommen war, wechselte er zum Jahresbeginn 2011 in die spanische Primera División zu Real Saragossa.
Von 2012 bis 2017 spielte da Silva wieder in Mexiko, zunächst eine Saison bei CF Pachuca und anschließend ein zweites Mal bei seinem früheren Klub Deportivo Toluca. 2017 kehrte da Silva zum Club Libertad zurück, mit dem er mit der Apertura 2017 seine dritte paraguayische Meisterschaft und 2019 zusätzlich den nationalen Pokalwettbewerb gewann.

### Nationalmannschaft
Da Silva spielte von 2000 bis 2017 in 150 Länderspielen für die paraguayische Fußballnationalmannschaft. Etablieren konnte er sich nach seiner ersten Rückkehr nach Paraguay 2002 und während der folgenden Zeit in Mexiko. Obwohl er in der Qualifikation zur Fußball-Weltmeisterschaft 2006 in Deutschland 14 der 18 Qualifikationsspiele bestritt und sicher zum WM-Aufgebot Paraguays gehörte, spielte er bei der WM 2006 keine Rolle und wurde in den drei Spielen seines Landes nur einmal kurz vor Schluss eingewechselt. 2010 nahm er erneut an der Fußball-Weltmeisterschaft teil und stand diesmal bei allen Spielen Paraguays über die volle Spielzeit auf dem Platz. Die Mannschaft erreichte mit dem Viertelfinale das beste Ergebnis Paraguays bei einer Weltmeisterschaft.
Von 2007 bis 2016 nahm da Silva zudem viermal an einer Copa América teil. 2011 zog er mit Paraguay ins Finale ein, in dem seine Mannschaft gegen Uruguay 0:3 unterlag. Nach der verpassten Qualifikation seines Landes für die WM 2018, durch die da Silva seine Mannschaft als Kapitän geführt hatte, beendete er seine Karriere in der Nationalmannschaft.
Da Silva ist seit seinem 111. Länderspiel 2013 alleiniger Rekordnationalspieler Paraguays. Hinter Iván Hurtado (168 Länderspiele) aus Ecuador ist er zudem der Spieler mit den zweitmeisten Länderspielen des südamerikanischen Kontinents (Stand März 2020).

## Titel / Erfolge
- Paraguayischer Meister mit Libertad Asunción: 2002, 2003, 2017 (Apertura)
- Paraguayischer Pokalsieger mit Libertad Asunción: 2019
- Mexikanischer Meister mit Deportivo Toluca: 2005, 2008 (jeweils Apertura)
- Finale der CONCACAF Champions League mit Deportivo Toluca: 2006
- Finale der Copa América mit Paraguay: 2011